# Mashankou (köpinghuvudort i Kina, Henan Sheng, lat 33,21, long 112,00)
Mashankou är en köpinghuvudort i Kina. Den ligger i provinsen Henan, i den centrala delen av landet, omkring 230 kilometer sydväst om provinshuvudstaden Zhengzhou. Antalet invånare är 51 743. Befolkningen består av 25 041 kvinnor och 26 702 män. Barn under 15 år utgör 25,0 %, vuxna 15-64 år 65 %, och äldre över 65 år 9,0 %.
Runt Mashankou är det tätbefolkat, med 550 invånare per kvadratkilometer. Närmaste större samhälle är Shifosi, 20,0 km sydost om Mashankou. Trakten runt Mashankou består till största delen av jordbruksmark.
Genomsnittlig årsnederbörd är 886 millimeter. Den regnigaste månaden är september, med i genomsnitt 152 mm nederbörd, och den torraste är januari, med 5 mm nederbörd.